# C21orf59
C21orf59 (англ. Chromosome 21 open reading frame 59) – білок, який кодується однойменним геном, розташованим у людей на короткому плечі 21-ї хромосоми. Довжина поліпептидного ланцюга білка становить 290 амінокислот, а молекулярна маса — 33 224.
| 10         |  | 20         |  | 30         |  | 40         |  | 50         |
| ---------- |  | ---------- |  | ---------- |  | ---------- |  | ---------- |
| MVLLHVKRGD |  | ESQFLLQAPG |  | STELEELTVQ |  | VARVYNGRLK |  | VQRLCSEMEE |
| LAEHGIFLPP |  | NMQGLTDDQI |  | EELKLKDEWG |  | EKCVPSGGAV |  | FKKDDIGRRN |
| GQAPNEKMKQ |  | VLKKTIEEAK |  | AIISKKQVEA |  | GVCVTMEMVK |  | DALDQLRGAV |
| MIVYPMGLPP |  | YDPIRMEFEN |  | KEDLSGTQAG |  | LNVIKEAEAQ |  | LWWAAKELRR |
| TKKLSDYVGK |  | NEKTKIIAKI |  | QQRGQGAPAR |  | EPIISSEEQK |  | QLMLYYHRRQ |
| EELKRLEEND |  | DDAYLNSPWA |  | DNTALKRHFH |  | GVKDIKWRPR |  |            |

A: Аланін

C: Цистеїн

D: Аспарагінова кислота

E: Глутамінова кислота

F: Фенілаланін

G: Гліцин

H: Гістидин

I: Ізолейцин

K: Лізин

L: Лейцин

M: Метіонін

N: Аспарагін

P: Пролін

Q: Глутамін

R: Аргінін

S: Серин

T: Треонін

V: Валін

W: Триптофан

Кодований геном білок за функцією належить до фосфопротеїнів. 
Локалізований у цитоплазмі.